# Hội Khoa học và Công nghệ Hàng không Việt Nam
Hội Khoa học và Công nghệ Hàng không Việt Nam - tên tiếng Anh là: Vietnam Association on Aviation Science and Technology – viết tắt là VAAST có điều lệ được Phê duyệt kèm theo Quyết  định số 1100/ 2011/QĐ-BNV ngày 24  tháng 5 năm 2011  của Bộ trưởng Bộ Nội vụ,  là tổ chức xã hội nghề nghiệp tự nguyện của các tổ chức và công dân Việt Nam hoạt động trong các lĩnh vực Hàng không ở Việt Nam.
• Trụ sở chính: Số 121 Đường Nguyễn Sơn, Q. Long Biên, Hà Nội, Việt Nam (Phòng 11 nhà A6, Trụ sở Đoàn bay 919).
• Điện thoại Văn phòng Hội: 024 3872 6335
• Email: vanphonghoikhcnhkvn@gmail.com
• Website: https://hoikhcnhangkhongvn.com

## Hình thành và phát triển
Tiền thân của Hội Khoa học và Công nghệ Hàng không Việt Nam (VAAST) là Hội Khoa học kỹ thuật Xây dựng công trình Hàng không - VACA được thành lập ngày 14 tháng 3 năm 1990 theo quyết định số 34/BCH của TW Hội Xây dựng Việt Nam. Năm 2004 Hội được bổ sung chức năng và đổi tên là Hội Khoa học kỹ thuật Công trình Hàng không Việt Nam, tên tiếng Anh: Vietnam Association on Aviation Science and Technology là một hội của các tổ chức và công dân Việt Nam hoạt động trong lĩnh vực tư vấn, lập quy hoạch, khảo sát, thiết kế và xây dựng các Công trình Hàng không ở Việt Nam và các chuyên ngành khác trong lĩnh vực đảm bảo và khai thác Hàng không .
Với bề dày truyền thống, Ngày nay Hội Khoa học và Công nghệ Hàng không Việt Nam (VAAST) là hội viên tập thể thuộc Liên hiệp các Hội Khoa học và Kỹ thuật Việt Nam, là hội viên chuyên ngành của  của Tổng hội Xây dựng Việt Nam, là thành viên của Phòng Thương mại và Công nghiệp Việt nam, đồng thời là thành viên chính thức của Hiệp hội sân bay quốc tế khu vực Châu Á -Thái Bình Dương. 
Ngay từ những ngày đầu thành lập,  Hội Khoa học và Công nghệ Hàng không Việt Nam (VAAST) luôn là một nhân tố tích cực, đồng hành cùng  ngành Hàng không Việt Nam trong  quá trình xây dựng, phát triển và hội nhập quốc tế sâu rộng.
Là một Hội nghề nghiệp, với mục đích là tập hợp các tổ chức và công dân Việt Nam trong và ngoài nước, hoạt động trong lĩnh vực Hàng không để duy trì và phát triển ngành  Hàng không ở Việt Nam, nâng cao chất lượng nghiệp vụ chuyên môn, giữ gìn phẩm chất, đạo đức nghề nghiệp của các hội viên nhằm đáp ứng ngày càng tốt hơn yêu cầu của đất nước, hội nhập với các tổ chức nghề nghiệp trong lĩnh vực Hàng không của khu vực và thế giới.

## Chức năng và Tổ chức
CHỨC NĂNG
• Tư vấn, phản biện và giám định xã hội đối với các dự án phát triển kinh tế xã hội của Nhà nước, dự án đầu tư có liên quan đến lĩnh vực hàng không
• Tổ chức các hoạt động nghiên cứu và triển khai, chuyển giao công nghệ, đào tạo, cung cấp thông tin. Tham gia xây dựng quy chuẩn, tiêu chuẩn, quy trình, quy phạm và thực hiện các dịch vụ khoa học, công nghệ hàng không
• Tham gia ý kiến với các cơ quan quản lý Nhà nước và Quốc hội nước CHXHCN Việt Nam trong việc xây dựng, sửa đổi, bổ sung các văn bản quy phạm pháp luật, các chính sách, chế độ, chuẩn mực, nghiên cứu xây dựng quy chuẩn, tiêu chuẩn, quy trình, quy phạm trong các lĩnh vực Hàng không Việt Nam.
• Ký kết hợp đồng, tổ chức, thực hiện các hoạt động tư vấn phản biện, nghiên cứu khoa học, đào tạo, cung cấp dịch vụ kỹ thuật hàng không cho các tổ chức, cá nhân
• Chủ trì, tham gia xây dựng các chương trình, dự án nghiên cứu và sản xuất, thử nghiệm chuyên ngành, để kiến nghị với các cơ quan quản lý nhà nước những giải pháp nhằm phát triển sự nghiệp hàng không.
• Xuất bản tạp chí của Hội, sách, tài liệu chuyên môn, để huấn luyện, bồi dưỡng, nâng cao kiến thức, trao đổi kinh nghiệm, cập nhật thông tin, trau dồi đạo đức nghề nghiệp.
• Được gia nhập làm thành viên của tổ chức tương ứng trong khu vực và thế giới theo quy định của pháp luật.
CƠ CẤU TỔ CHỨC
Với 32  Hội viên tập thể và hơn 450 hội viên cá nhân là các giáo sư, phó giáo sư, tiến sỹ, thạc sỹ, kỹ sư, cử nhân, cán bộ kỹ thuật và cán bộ quản lý nhiều năm kinh nghiệm trong ngành Hàng không trong và ngoài nước. Hội Khoa học và Công nghệ Hàng không Việt Nam (VAAST) có cơ cấu tổ chức như sau:
+ BCH Hội gồm 55 Uỷ viên;
+ Ban Thường vụ gồm 11 Ủy viên;
+ Ban Thường trực Hội gồm: • Chủ tịch: TS. Trần Quang Châu • Phó chủ tịch: GS-TSKH Đỗ Nguyên Khoát • Phó chủ tịch: Thiếu tướng KS. Bùi Quang Vinh • Phó chủ tịch kiêm Viện trưởng Viện KH&CN Hàng không: TS. Nguyễn Văn Lý • Phó chủ tịch kiêm Tổng thư ký: ThS. Trần Tuấn Linh.
+ Ban Kiểm tra; Hội đồng Khoa học và công nghệ
+ Văn phòng Hội và 9 Ban chuyên môn: • Ban Cảng Hàng không - Sân bay • Ban Quản lý bay • Ban Y tế và Môi trường • Ban Khoa học Công nghệ • Ban Công nghệ thông tin • Ban Kinh tế hàng không • Ban Đào tạo • Ban Tiêu chuẩn và cấp chứng chỉ • Ban Truyền thông 
+ 2 đơn vị trực thuộc gồm: • Viện Khoa học Hàng không (ASI) • Trung tâm Tư vấn khoa học công nghệ Công trình hàng không (ABCC).

## Thành tựu
Các hoạt động tư vấn
- Tư vấn phản biện các dự án, chương trình, chiến lược, kế hoạch dài hạn về phát triển ngành GTVT VN nói chung và ngành HKVN nói riêng.
- Tham gia xây dựng cơ sở lý luận và thực tiễn cho dự thảo Luật HKDDVN ; Qui hoạch hệ thống CHK-SB Việt nam đến năm 2010; xây dựng hệ thống các qui trình, qui phạm, qui chế, định mức kinh tế kỹ thuật về qui hoạch, thiết kế, thi công, bảo trì, sửa chữa, khai thác, quản lý và phát triển mạng CHK-SB VN.
- Tham gia tư vấn phản biện các luật và hệ  thống văn bản dưới luật theo yêu cầu của Tổng hội xây dựng VN, Liên hiệp các Hội KH & KT VN và các cơ quan quản lý vĩ mô của Nhà nước.
- Trực tiếp tham gia phản biện các đề tài, dự  án đầu tư xây dựng cơ sở hạ tầng kỹ thuật ở các cơ sở góp phần thành công xây dựng các công trình thuộc nhiều hạng ngạch khác nhau.
- Tư vấn cho các cơ quan , đơn vị trong việc hợp tác liên kết với các tổ chức, cá nhân  nước ngoài đầu tư vào Việt nam.

Nghiên cứu khoa học
- Chủ trì, tham gia đề xuất nhiều ý tưởng và định hướng cho công tác nghiên cứu khoa học trong ngành với qui mô cả nước về các lĩnh vực chuyên ngành: Quản lý Nhà nước, quản lý sản xuất kinh doanh, quản lý hoạt động bay, cảng HK-SB, vận tải hàng không và các vấn đề khác liên quan.
- Phản biện đề án quy hoạch mạng cảng hàng không dân dụng toàn quốc.
- Chủ trì thực hiện đề tài: “Nghiên cứu, điều tra, khảo sát nhu cầu và tính khả thi của việc ứng dụng kỹ thuật Hàng không (máy bay nhỏ) phục vụ phát triển kinh tế xã hội kết hợp với an ninh quốc phòng tại thành phố Hồ Chí Minh và vùng lân cận”.
- Chủ trì thực hiện đề tài: “Nghiên cứu cơ sở khoa học và thực tiễn phục vụ quy hoạch hệ thống sân bay cho công tác tìm kiếm cứu nạn ở Việt Nam”.
- Chủ trì biên soạn một số tiêu chuẩn cơ sở đã được Cục HK ban hành như: Tiêu chuẩn sân bay Trực thăng dân dụng Việt Nam; Quy trình thiết kế mặt đường sân bay; Quy trình duy tu bảo dưỡng sân bay...
- Thực hiện nhiệm vụ nghiên cứu do Bộ tài nguyên môi trường giao: “Đánh giá tác động biến đổi của khí hậu đối với ngành giao thông vận tải và xây dựng các biện pháp thích ứng với các kịch bản biến đổi khí hậu trong lĩnh vực giao thông vận tải của Việt nam trong khuôn khổ dự án “ Việt nam chuẩn bị thông báo quốc gia lần thứ hai cho UNFCCC”.
- Biên soạn chuyển đổi “Tiêu chuẩn sân bay dân dụng Việt nam” thành tiêu chuẩn quốc gia (TCVN).
- Nghiên cứu triển khai đề tài: “Nghiên cứu thiết kế và chế thử xuồng Thủy - khí động lực hoạt động ở vùng đầm lầy, nước nông”.

Đào tạo, thông tin và dịch vụ KHCN
- Phối hợp với Đại học giao thông vận tải Hà nội tổ chức các lớp đại học tại chức chuyên ngành đường ô tô và sân bay, kinh tế vận tải hàng không và lớp hoàn chỉnh kiến thức liên thông từ cao đẳng lên Đại học ngành đường ô tô và sân bay.
- Phối hợp với Viện khoa học và công nghệ Bộ giao thông vận tải mở lớp đào tạo nhân viên thí nghiệm và kiểm định vật liệu và công trình giao thông tại Viện KH&CN ở thành phố HCM.
- Ứng dụng SA4 thi công đường biên giới, Sản xuất phụ gia bê tông chất lượng cao, tư vấn giám sát thi công các công trình GTVT, HK

Hợp tác quốc tế, hội nghị, hội thảo khoa học
- Tổ chức thành công nhiều hội nghị, hội thảo quốc tế về  khoa học công nghệ mới, đầu tư, đào tạo nguồn nhân lực... Các cuộc hội thảo với sự hợp tác của đại diện các nước như: Nga, Mỹ , Pháp, Úc, Trung quốc, Đài Loan, Đức, Ấn Độ...
- Đã cung cấp nhiều thông tin phong phú, kịp thời, bổ ích về khoa học công nghệ mới và tăng cường hợp tác đầu tư, đào tạo, chuyển giao công nghệ, trao đổi giao lưu giữa các nhà khoa học, các nhà quản lý trong lĩnh vực Hàng không của Việt nam và quốc tế.

## Hội viên tiêu biểu
- Tổng Công ty Xây Dựng công trình Hàng Không (ACC), đơn vị Anh hùng Lao động thời kỳ đổi mới (2004).
- Công ty Thiết kế và Tư vấn xây dựng công trình Hàng không (ADCC).
- Công ty CP Xuất nhập khẩu Hàng không (AIRIMEX)
- Công ty TNHH Kỹ thuật Quản lý bay (ATTECH)